# 藤岡町 (栃木県)
藤岡町（ふじおかまち）は、かつて栃木県南端部に存在した町。下都賀郡に属する。
町の南に広がる渡良瀬遊水地には貴重な植物が数多く生息する。また、谷中湖には小型ヨットやウィンドサーフィンに適し、賑わう。

## 地理
- 山：三毳山
- 河川：渡良瀬川、巴波川、与良川、思川、三杉川、蓮花川
- 湖沼：谷中湖

## 大字
| 藤岡地域                                                                          |                                                      |                                                          |                                  |
| - 大字赤麻 - 大字石川 - 大字内野 - 大字恵下野(現在は消滅) - 大字太田 - 大字大田和 | - 大字大前 - 大字甲 - 大字下宮 - 大字帯刀 - 大字都賀 | - 大字富吉 - 大字中根 - 大字西前原 - 大字新波 - 大字蛭沼 | - 大字藤岡 - 大字部屋 - 大字緑川 |

## 歴史
- 1889年（明治22年）4月1日：町村制施行に伴い、藤岡村が町制施行して下都賀郡藤岡町となる。同時に以下の村が成立。
  - 谷中村 ← 下宮村、内野村、恵下野村
  - 三鴨村 ← 甲村、都賀村、太田村、大田和村
  - 赤麻村 ← 赤麻村、大前村
  - 部屋村 ← 部屋村、緑川村、新波村、西前原村、蛭沼村、富吉村、石川新田、帯刀新田
- 1906年（明治39年）：強制廃村となった谷中村を編入する。
- 1955年（昭和30年）：三鴨村、赤麻村、部屋村と合併して新たな藤岡町となる。
- 1990年（平成2年）6月1日：下都賀郡岩舟町と境界変更。

### 平成の大合併における動向
- 2003年5月1日 - 大平町、岩舟町、藤岡町の3町による合併協議会が設置される。
- 2004年4月30日 - 「みかも市」として新設合併を予定していたが、新市庁舎の位置などをめぐり調整がつかず合併を断念。合併協議会が廃止される。
- 2007年7月9日 - 栃木地区1市5町（栃木市、大平町、岩舟町、藤岡町、都賀町、西方町）での合併へ向けた栃木地区広域行政圏首長懇談会が設置される。
- 2007年11月13日 - 県市町村合併推進審議会において栃木地区1市5町での合併、および栃木地区1市5町に小山地区1市1町（小山市、野木町）を加えた2市6町での合併の2案を併記し、このうち栃木地区1市5町での合併を先行させる答申が決定される。
- 2008年8月 - 岩舟町が栃木地区1市5町の合併構想から離脱したのを受け、佐野市、小山市との合併の可能性も含めた住民アンケートを実施。佐野市との合併を希望する住民が大勢を占めるが、町長は栃木地区1市4町（離脱した岩舟町を除く）での合併を推進することを宣言。
- 2008年12月17日 - 栃木市、大平町、藤岡町、都賀町、西方町の1市4町による合併協議会が設置される。
- 2009年7月26日 - 佐野市との合併協議会設置の是非を問う藤岡町の住民投票が行われる。この結果、合併協議会設置反対票が有効投票の過半数に達する6595票を集め、賛成票を3000票余り上回った。これにより栃木地区1市4町での合併を推進する形となった。
- 2009年9月4日 - 8月18日に1市4町の首長が合併協定書に調印したが、その後西方町議会が合併関連議案を否決。この結果を受け、2010年3月末に迫った合併新法期限内での合併を目指し、栃木市、大平町、藤岡町、都賀町の1市3町による合併協議会が設置される。
- 2009年10月7日 - 1市3町の首長が合併協定書に調印。2010年3月29日、新たに「栃木市」が発足することが決定。
- 2010年3月16日 - 閉町式。町政55年間の歴史を閉じる。
- 2010年3月29日 栃木市、大平町、都賀町と合併し、新・栃木市の一部となり消滅。

## 行政
- 町長：永島源作（2005年 - 2010年）

### 町の機関
- 部屋出張所
- 学校給食センター
- 部屋コミュニティーセンター

### 国の機関
- 国土交通省利根川上流河川事務所藤岡出張所

### その他機関

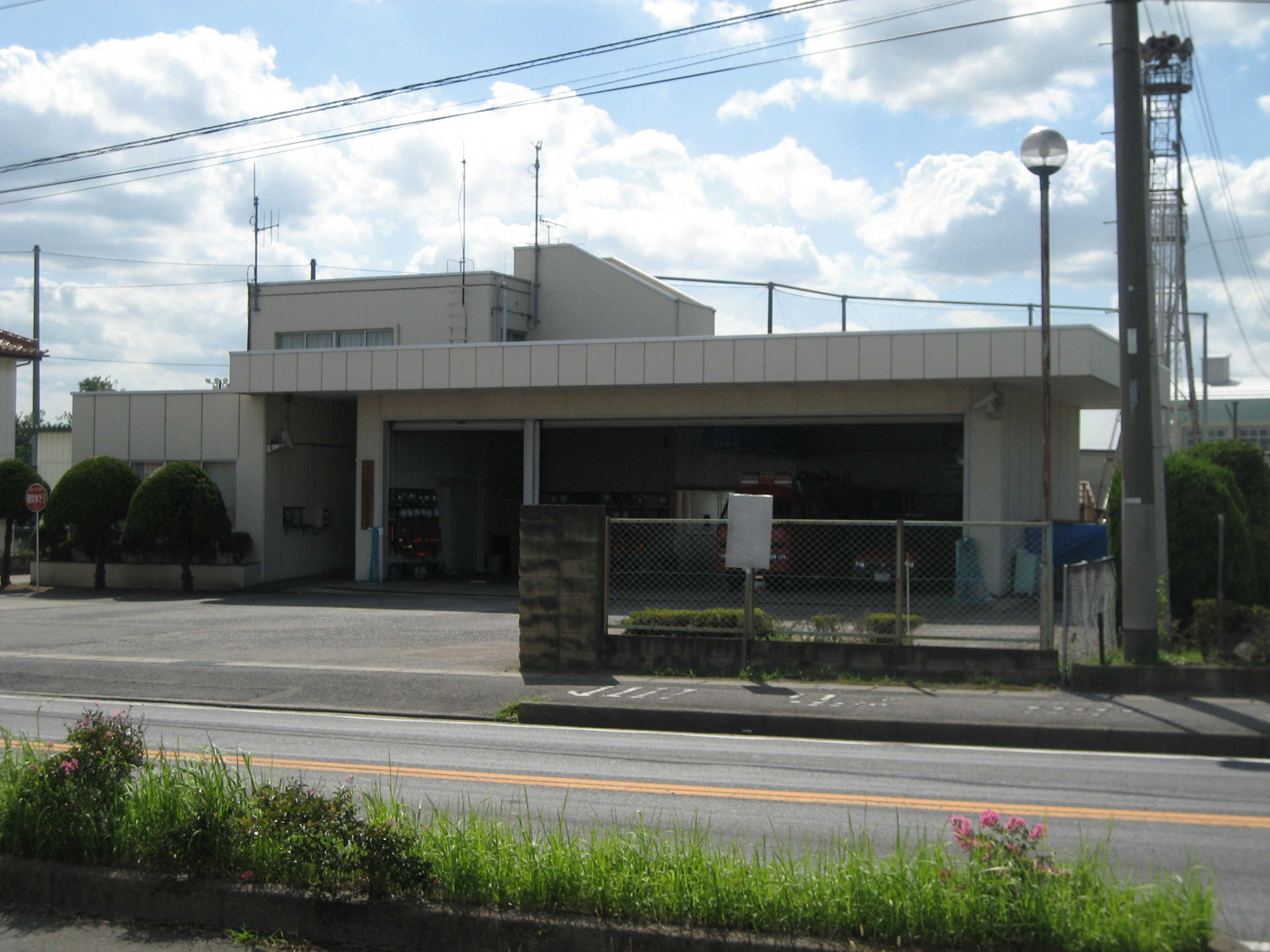
栃木消防署藤岡分署

- 栃木県下水道公社大岩藤浄化センター
- 藤岡警察署
  - 赤麻駐在所
  - 部屋駐在所
  - 甲駐在所
- 栃木県警察県南機動センター
- 栃木市消防署藤岡分署

## 経済

### 産業
- 産業人口
  - 第1次産業：1,117人
  - 第2次産業：4,592人
  - 第3次産業：4,382人

## 地域

### 教育
- 藤岡町立部屋小学校
- 藤岡町立藤岡小学校
- 藤岡町立赤麻小学校
- 藤岡町立三鴨小学校
- 藤岡町立藤岡第一中学校
- 藤岡町立藤岡第二中学校

### 文化施設
- 藤岡町文化会館
- 歴史民俗資料館
- 藤岡町総合体育館
- 遊水地会館
- 渡良瀬の里
- スポーツふれあいセンター
- 藤岡町立図書館

## 交通
町内に路線バスは走っておらず、交通機関は鉄道、タクシーのみであった。

### 鉄道路線
- 東武鉄道
  - ■日光線：藤岡駅

### 道路
- 高速道路
  - 東北自動車道：佐野藤岡インターチェンジ
- 一般国道
  - 国道50号

道の駅みかも
- 主要地方道
  - 栃木県道・群馬県道・埼玉県道・茨城県道9号佐野古河線
  - 栃木県道11号栃木藤岡線
  - 栃木県道50号藤岡乙女線
  - 群馬県道・栃木県道57号館林藤岡線
- その他の県道
  - 栃木県道122号藤岡停車場線
  - 栃木県道168号静藤岡線
  - 栃木県道174号南小林松原線
  - 栃木県道252号蛭沼川連線

## 祭事・催事
- どんど焼き（1月15日頃）
- 初市祭（2月中旬）
- ヨシ焼き（3月中旬）
- さくら祭り（4月上旬）
- 田中霊祠例祭（4月上旬）
- 渡良瀬遊水地花火大会（8月）
- よさこい藤岡パレード（11月）

## 名所・旧跡・観光スポット
- 名所・観光・特産品
  - 渡良瀬遊水地
  - 渡良瀬運動公園
  - 県営みかも山公園（三毳山）
  - 谷中村跡（渡良瀬運動公園内）
  - 田中霊趾
  - 三毳不動尊
  - 栃木・群馬・埼玉の三県境
- 旧跡
  - 篠山貝塚（古東京湾最奥貝塚）
  - 藤岡神社遺跡
  - 荒立A遺跡
  - 赤麻古墳
  - 後藤遺跡
  - 大前神社
- 特産品
  - 鮒甘露煮
  - 鯉甘露煮
  - 笹良橋煎

## 出身人物
- 栃木山守也
- 飯塚雲擧（旧三鴨村出身）
- 八津弘幸 - 脚本家、漫画原作者[2]
- 矢口博康 - サックス奏者[2]